# Amiot 143
Amiot 143, franskt nattbombflygplan från andra världskriget. Planet är en vidareutveckling av Amiot 140, som byggdes efter specifikationer för en natt- och dagbombare från 1928. Skillnaden mellan 140:an och 143:an låg i motorerna som från början utgjordes av Lorraine W-motorer. Planen led stora förluster vid början av andra världskriget då man gick från natt- till dagoperationer, men trots förlusterna användes planen fram till 1944 av Vichyregimen i Nordafrika.